# Juniperus coxii
Juniperus coxii ist eine Pflanzenart aus der Familie der Zypressengewächse (Cupressaceae). Sie ist im südöstlichen Asien heimisch und wird von einigen Autoren als Varietät von Juniperus recurva angesehen.

## Beschreibung
Juniperus coxii wächst als immergrüner Strauch oder Baum, der Wuchshöhen von 10 bis 12 Meter erreichen kann. Die braune bis zimtbraune Borke blättert in breiten Streifen oder Platten ab. Die langen Zweige sind hängend.
Die schuppenartigen Blätter werden 6 bis 10 Millimeter lang. Die Blattoberseite weist zwei grünlich-weiße Stomatabänder auf.
Juniperus coxii ist zweihäusig-getrenntgeschlechtig (diözisch). Die Blütezeit liegt im Frühjahr und die Samen reifen im zweiten Jahr. Die Beerenzapfen sind bei einer Länge von 6 bis 8 Millimeter und einer Dicke von 5 bis 6 Millimeter kreiselförmig geformt. Sie sind anfangs grünlich braun gefärbt und verfärben sich zur Reife hin fast schwarz. Jeder Zapfen enthält ein, bei einer Länge von 5 bis 6 Millimeter und einer Breite von 3 bis 4 Millimeter kegel- bis eiförmiges, dreifach gezahntes Samenkorn.

## Verbreitung und Standort
Das natürliche Verbreitungsgebiet von Juniperus coxii umfasst Bhutan, Nord-Myanmar, die indischen Bundesstaaten Arunachal Pradesh und Sikkim sowie in China den Südosten Xizangs und den Nordwesten Yunnans. Nach WCSP kommt die Art aber nur von Yunnan bis ins nördliche Myanmar vor.
Juniperus coxii gedeiht in Höhenlagen von 1800 bis 3800 Metern. Man findet die Art vor allem in feuchten Bergwäldern.

## Nutzung
Das Holz von Juniperus coxii wird zur Herstellung von Möbeln und Särgen genutzt.

## Systematik
Die Erstbeschreibung als Juniperus coxii erfolgte 1932 durch Albert Bruce Jackson in New Flora and Silva 5, S. 33, f. 13–14. Sie wird von einigen Autoren als Varietät von Juniperus recurva angesehen. Genetische Untersuchungen ergaben jedoch, dass sie näher mit dem Beschuppten Wacholder (Juniperus squamata) verwandt ist. Ein weiteres Synonym für Juniperus coxii A.B. Jacks. ist Sabina recurva var. coxii (A.B. Jacks.) W.C. Cheng & L.K. Fu.

## Gefährdung und Schutz
Juniperus coxii wird in der Roten Liste der IUCN als „gefährdet“ eingestuft. Es wird jedoch darauf hingewiesen, dass eine erneute Überprüfung der Gefährdung notwendig ist.